# Young Marble Giants
Young Marble Giants — постпанковое трио из Уэльса, организованное в 1978 г. братьями Стюартом (ритм-гитара) и Филипом (бас-гитара) Моксхэмами с вокалисткой Элисон Стэттон. В первоначальный состав группы входил также Петер Джойс, кузен братьев Моксхэмов, игравший на самодельном синтезаторе; перкуссиониста в группе не было с самого начала — вместо этого музыканты использовали драм-машину, которая идеально вписывалась в минималистичное, несколько тревожное звучание ансамбля. Несмотря на то, что Young Marble Giants записали всего один альбом и несколько синглов, в инди-рок-среде они пользуются огромным уважением; среди их поклонников — Курт Кобейн, Кортни Лав (записавшая собственную версию их песни «Credit In The Straight World» для альбома Live Through This), Питер Бак из R.E.M., музыканты из Belle and Sebastian. В 2002 г. Pitchfork Media присудил их единственному лонгплею 63-е место в списке ста главных альбомов 1980-х.

## История
«Дебютом» Young Marble Giants в музыке стал сборник Is The War Over?, изданный Кардиффским инди-лейблом Z Block Records осенью 1979 г.: в него были включены композиции «Searching For Mr. Right» и «Ode To Booker T», написанные Стюартом Моксхэмом. Позднее музыканты заключили контракт с влиятельной независимой фирмой Rough Trade Records, издавшей их первый и единственный альбом, Colossal Youth, и два EP, Final Day и Testcard. Критики встретили Colossal Youth с одобрением, пластинка достигла 3-го места в UK Indie Chart; музыкантам устроили гастроли по Европе и США, но вскоре после возвращения в Великобританию Young Marble Giants прекратили концертную деятельность и объявили о распаде (считается, что причиной ему стали «неразрешимые противоречия» внутри коллектива). После этого Элисон Стэттон основала инди-поп/софисти-поп ансамбль Weekend; Стюарт Моксхэм играл в группе The Gist, сотрудничал с Beat Happening, Everything But The Girl и The Communards.
Начиная с 2003 г., Young Marble Giants несколько раз объединялись вновь для совместных концертов. В 2009-м они появились на знаменитом рок-фестивале All Tomorrows Parties, где отыграли все песни с «Colossal Youth», от начала и до конца.

## Дискография
Альбомы
- Colossal Youth (февраль 1980, #3 в UK Indie Chart).

Синглы, EP
- Final Day  (июнь 1980, #6 в UK Indie Chart).
- Testcard EP (март 1981, #2 в UK Indie Chart).

Прочее
- Peel Sessions (1991)
- Salad Days (сборник ранних демозаписей, 2000)
- Live at the Hurrah! (2004)